# Макаров, Олег Григорьевич

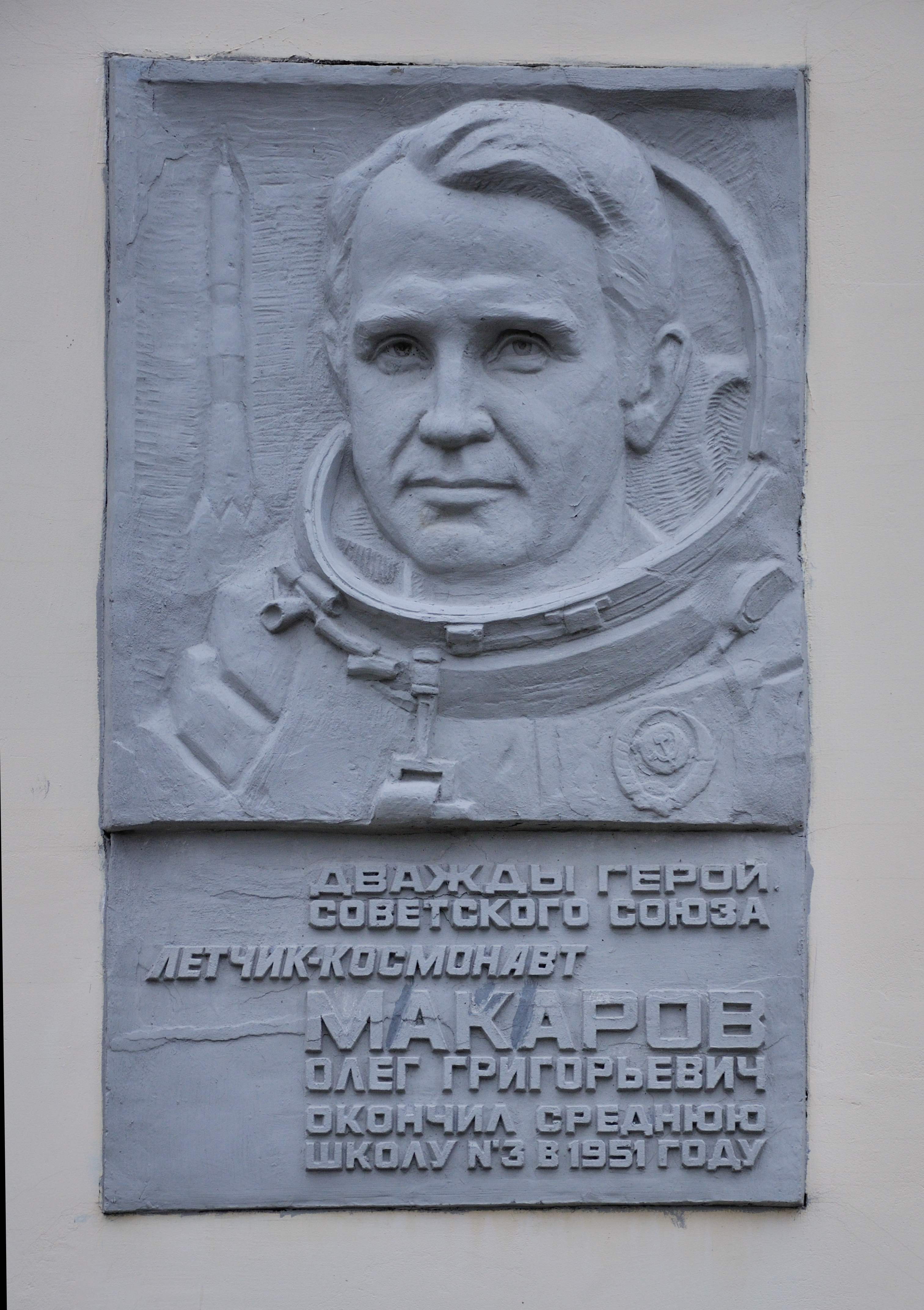
Мемориальная доска в честь лётчика-космонавта О. Г. Макарова, г. Ровно, ул. Маяковского, 13

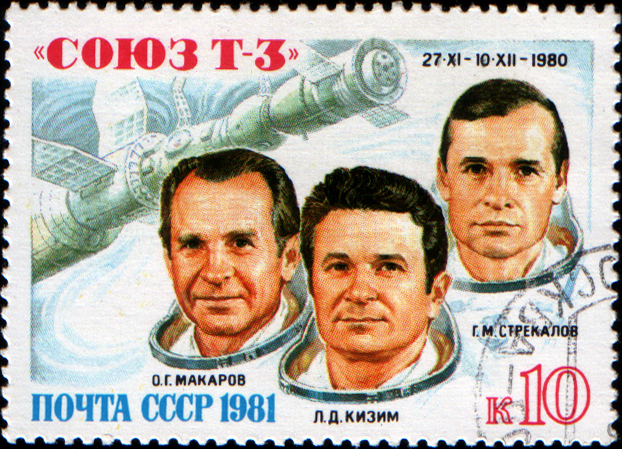
Марка СССР «Полёт космонавтов Л. Д. Кизима, Г. М. Стрекалова и О. Г. Макарова на транспортном корабле „Союз Т-3“» (1981, 10 копеек, ЦФА № 5169, Скотт № 4920)

Оле́г Григо́рьевич Мака́ров (6 января 1933, Удомля, Калининская область (в то время — Московская область), СССР — 28 мая 2003, Москва) — советский космонавт, дважды Герой Советского Союза. Лётчик-космонавт СССР. Кандидат технических наук.

## Биография
Родился 6 января 1933 года в селе Удомля (ныне город Тверской области) в семье военнослужащего. Русский.
В 1951 году окончил среднюю школу № 3 города Ровно (Украина).
В 1957 году окончил Московское высшее техническое училище имени Н. Э. Баумана, работал в легендарном «Конструкторском бюро Королёва» — ОКБ-1, участвуя в разработке первых пилотируемых космических кораблей.
С 1966 года — в Отряде космонавтов, где прошёл полный курс общекосмической подготовки, подготовки к полётам на космических кораблях типа «Союз».
В 1965—1969 годах Макаров входил в группу советских космонавтов, готовившихся по советским программам облёта Луны Л1/«Зонд» и посадки на неё Л3.
Полёт пилотируемого корабля «Зонд-7» по лунно-облётной программе был предварительно назначен на 8 декабря 1968 года. По предварительным назначениям, Макаров входил в состав второго экипажа. Но полёт был отменён, несмотря на то, что экипажи написали заявление в Политбюро ЦК КПСС с просьбой разрешить немедленно лететь к Луне для обеспечения приоритета СССР (американцы планировали аналогичный пилотируемый полёт на 21—27 декабря 1968 года). Дело в том, что предыдущие беспилотные полёты кораблей «Зонд» (Л1) были полностью или частично неудачными из-за неотработанности корабля и ракеты-носителя «Протон». Приоритет остался за США — «Аполлон-8» в запланированные сроки совершил пилотируемый облёт Луны.
Макаров также был вторым членом главного экипажа, который, по предварительным назначениям, должен был выполнить (в сентябре 1968 г. — согласно графику советской программы от 1967 г.) первую экспедицию на Луну с высадкой на неё командира экипажа Леонова (Макаров должен был оставаться на окололунной орбите) по параллельной лунно-посадочной программе, которая также была отменена ввиду начавшегося отставания СССР в «лунной гонке» после успешной высадки американцев на Луну на «Аполлоне-11» в июле 1969 года.
Член КПСС с 1961 года. Был делегатом XXVI съезда КПСС.
27-й космонавт СССР. Первый свой полёт в космос совершил на космическом корабле «Союз-12» (27-29.9.1973). Командиром экипажа был В. Г. Лазарев.
5 апреля 1975 года — полёт на корабле «Союз-18-1» снова в экипаже с В. Г. Лазаревым. Из-за аварии ракеты-носителя «Союз» на старте состоялся лишь суборбитальный полёт продолжительностью 21 минута 27 секунд. Максимальная высота подъёма составила 192 км от поверхности Земли. При спуске космонавты испытали значительную перегрузку — около двух десятков g. Капсула с космонавтами совершила посадку в горах Алтая на склоне горы Теремок-3 на правом берегу реки Уба (в настоящее время — территория Казахстана). Фрагменты радиопереговоров космонавтов во время аварийного запуска корабля «Союз».
Второй полёт в космос совершил на космическом корабле «Союз-27» и орбитальной станции «Салют-6» (10-16.1.1978). Командир экипажа — Владимир Александрович Джанибеков.
Третий полёт в космос совершил на космическом корабле «Союз Т-3» (27.11-10.12.1980). Командовал экипажем Леонид Денисович Кизим. Вместе с ними третьим членом экипажа был космонавт-исследователь Геннадий Михайлович Стрекалов.
Умер 28 мая 2003 года от сердечного приступа (инфаркт). Похоронен в Москве на Останкинском кладбище.
Статистика
| # | Стартовый корабль | Старт, UTC        | Экспедиция        | Корабль посадки           | Посадка, UTC      | Налёт                       | Выходы в открытый космос | Время в открытом космосе |
| - | ----------------- | ----------------- | ----------------- | ------------------------- | ----------------- | --------------------------- | ------------------------ | ------------------------ |
| 1 | Союз-12           | 27.09.1973, 12:18 | Союз 12           | Союз 12                   | 29.09.1973, 11:33 | 01 сутки 23 часа 15 минут   | 0                        | 0                        |
| 2 | Союз-18А          | 05.04.1975, 11:04 | Союз-18А, Салют-4 | Союз-18А (аварийный пуск) | 05.04.1975, 11:26 | 00 суток 00 часов 21 минута | 0                        | 0                        |
| 3 | Союз-27           | 10.01.1978, 12:26 | Союз-27, Салют-6  | Союз-26                   | 16.01.1978, 11:24 | 05 суток 22 часа 58 минут   | 0                        | 0                        |
| 4 | Союз Т-3          | 27.11.1980, 14:18 | Союз Т-3, Салют-6 | Союз Т-3                  | 10.12.1980, 09:26 | 12 суток 19 часов 07 минут  | 0                        | 0                        |
|   |                   |                   |                   |                           |                   | 20 суток 17 часов 20 минут  | 0                        | 0                        |

### Семья

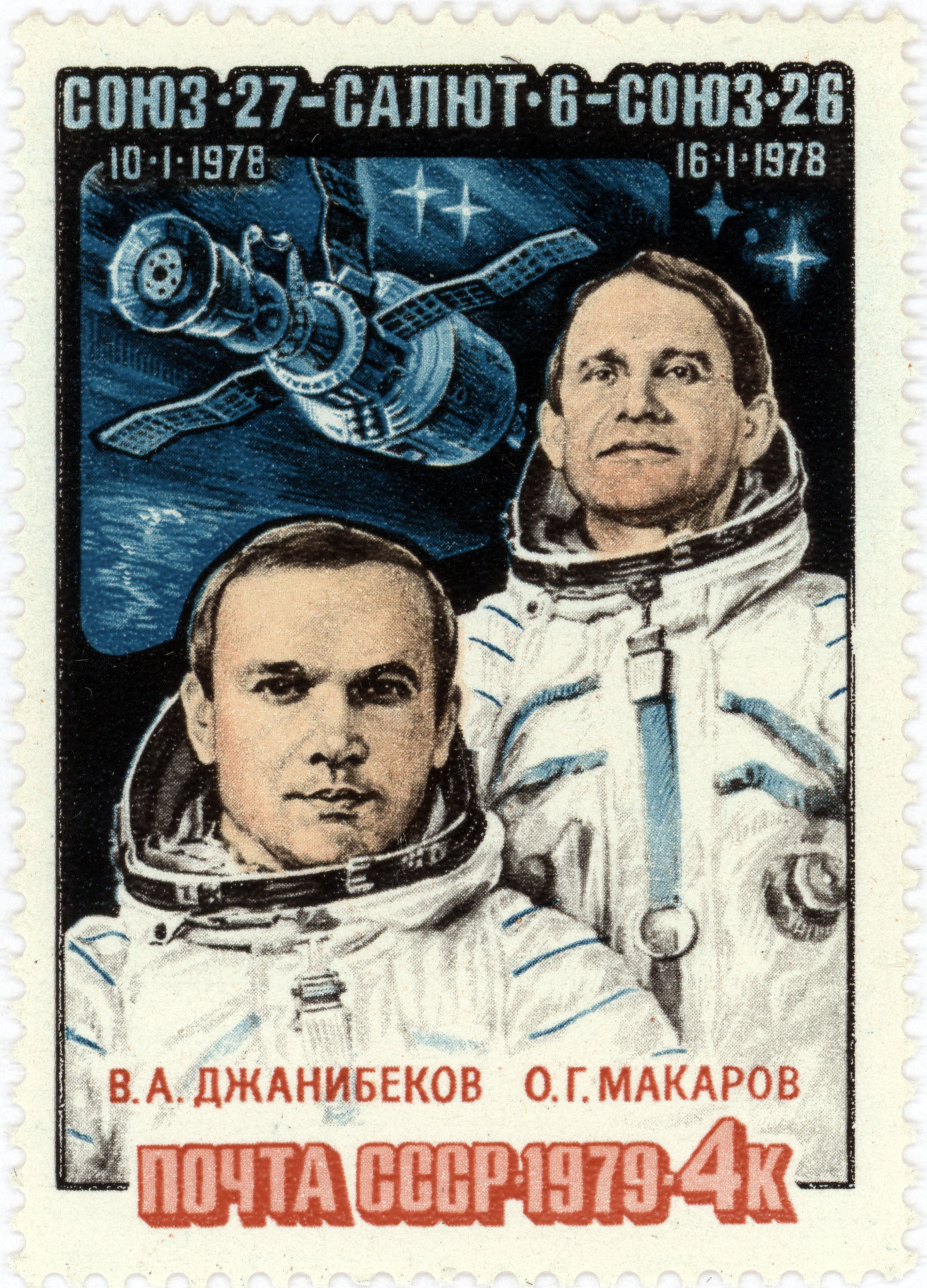
В. А. Джанибеков, О. Г. Макаров на почтовой марке СССР, 1979 год

- Марка СССР, Полёт космонавтов В. Г. Лазарев и О. Г. Макарова на космическом корабле «Союз-12»В. А. Джанибеков, О. Г. Макаров на почтовой марке СССР, 1979 годОтец — Григорий Васильевич Макаров (1907—1984) — кадровый военный, полковник. Григорий Васильевич Макаров родился 23 января 1907 года в деревне Гоголино Казикинской волости Вышневолоцкого уезда Тверской губернии, крещен был (вместе со своим братом близнецом Иваном, они родились в один день) 24 января 1907 года в церкви села Ново-Александровское (оно же — Холщебинка) Валдайского уезда Новгородской губернии. Родители новорожденных братьев — Вышневолоцкого уезда Казикинской волости деревни Гоголина крестьянин Василий Макарович Макаров и его жена Евдокия Макаровна.

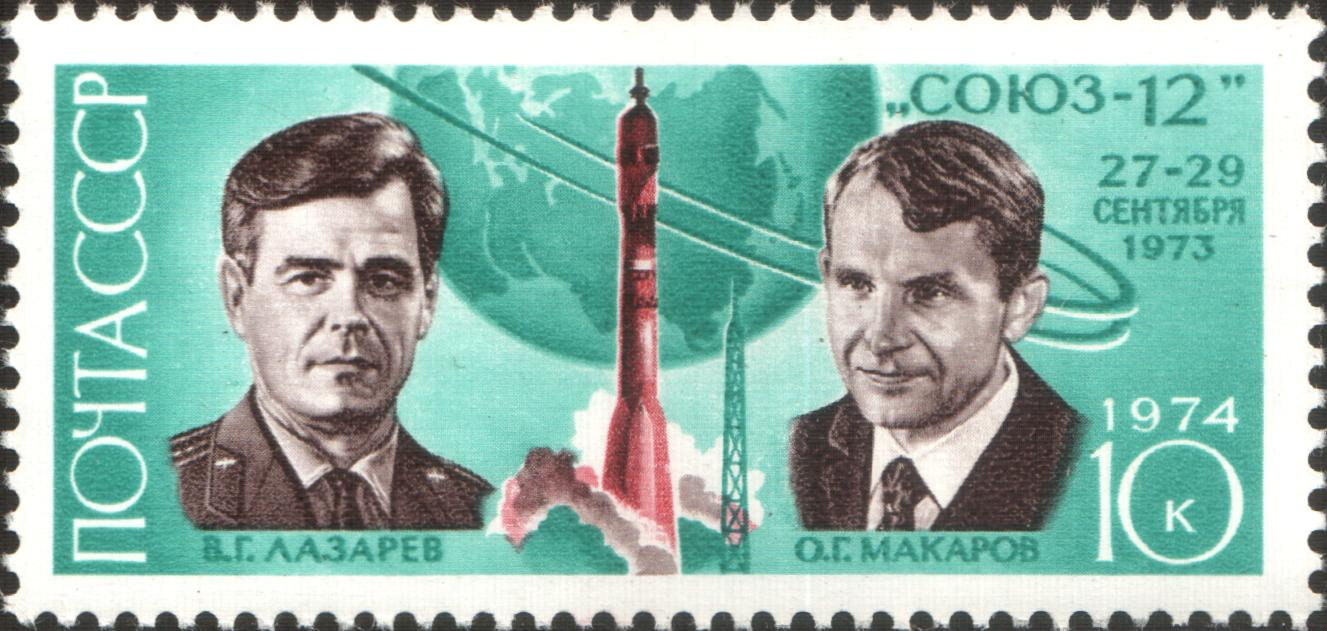
Марка СССР, Полёт космонавтов В. Г. Лазарев и О. Г. Макарова на космическом корабле «Союз-12»

- Мать — Ольга Степановна Макарова (урожденная Зверева) (1909—1986) — домохозяйка, родилась в деревне (бывшем селе) Мушино Удомельско-Рядской волости Вышневолоцкого уезда (сейчас — Удомельского района Тверской области).
- Сестра — Нинель Григорьевна Бундзен (Макарова) (1937) — врач.
- Жена — Валентина Ивановна Макарова (Солдатова) (1939) — инженер, на пенсии.
- Сын — Леонид Олегович Макаров (1961) — военнослужащий, затем предприниматель.
- Сын — Константин Олегович Макаров (1974) — социолог.

## Награды и звания
- две медали «Золотая Звезда» Героя Советского Союза.
- четыре ордена Ленина (02.10.1973, 1975, 16.03.1978, 10.12.1980).
- Почётный знак ВЛКСМ
- орден «Голубой Нил» (Эфиопия).
- Лётчик-космонавт СССР.
- Почётный гражданин городов: Джезказган (Казахстан), Ровно (Украина), Якутск (Россия).
- Благодарность Президента Российской Федерации (9 апреля 1996 года) — за большой личный вклад в развитие отечественной космонавтики[3].

## Память
- Бронзовый бюст дважды Героя Советского Союза О. Г. Макарова установлен на его родине — в городе Удомля.
- Мемориальная доска в честь дважды Героя Советского Союза О. Г. Макарова установлена на здании школы № 3 в городе Ровно.

## Классность
- Космонавт-испытатель 3-го класса (29 ноября 1973).
- Космонавт-испытатель 2-го класса (2 января 1976).
- Космонавт-испытатель 1-го класса (28 апреля 1979).